# Koreus
Koreus est un site internet d'infodivertissement français. Le site est consulté principalement en France, mais plus largement dans la francophonie (Suisse, Belgique et Canada notamment). Les contenus diffusés sont majoritairement des vidéos buzz, mais également des images, jeux et informations insolites. Dès sa création en 2002 , le site - qualifié comme entreprise EURL et marque  - s'est basé sur une communauté active pour relayer les contenus jugés insolites circulant sur internet.
Selon la société Médiamétrie, spécialisée dans l'analyse d'audience des médias audiovisuels, le site est classé 3e du top 10 des sites d'humour français en 2014 sur l'internet mobile , et 14e, devant Yahoo!, des sites internet français diffusant des vidéos, avec environ 978 000 vidéonautes uniques par mois en 2012 . Koreus fait partie des sites francophones diffusant des contenus d'infodivertissement, tels Melty, Topito, BuzzFeed, Demotivateur, Vertical Station.

## Historique
Koreus.com est mis en ligne le 3 août 2002 par Jérôme Body, un ingénieur informatique parisien alors âgé de 33 ans.
En 2007, le site est compatible avec les supports de média mobiles.
En 2016, le site maintient son activité, il est classé 346e site français le plus visité et 7 426e site au niveau mondial .
En 2020, le site continue son ascension. Il est classé 138e site français le plus visité et 4 603e site au niveau mondial.

## Fonctionnement
Le site s'axe fortement sur la participation active de ses membres, tant pour relayer le contenu diffusé sur le site, que pour développer une interaction entre les membres via la section forum du site.

## La communauté
Parmi les sites francophones de diffusion de contenus buzz et infodivertissement, le site Koreus.com a la particularité d'avoir une importante notoriété reconnue[Par qui ?],,, qui sert d'exemple à certaines études,. La section forum du site joue un rôle important dans la vie et l'ambiance du site web, apportant une interaction sociale développée entre les membres, amenant plusieurs fois par an à des rencontres groupées, organisées autour de sorties à thème.
Durant les grands événements politiques, culturels ou sportifs, le site devient une source importante d'informations sur internet, grâce à l'activité de la communauté qui alimente et relaye les faits. Pour exemple, l'étude MyPoseo diligentée par le site d'information économique Le Journal du Net, montre que durant l'Euro 2016 de football, le site Koreus fait partie des 30 sites internet ayant la meilleure visibilité sur le moteur de recherche Google, vis-à-vis des requêtes concernant l'équipe de France de football.
Le site et ses membres permettent également à plusieurs nouveaux vidéastes web d'avoir des premiers avis constructifs sur leurs créations ,.